# Краснооктябрська сільська рада
Краснооктя́брська сільська рада (рос. Краснооктябрьский сельский совет) — сільське поселення у складі Октябрського району Оренбурзької області Росії.
Адміністративний центр — селище Краснооктябрський.

## Населення
Населення — 1608 осіб (2019; 1684 в 2010, 1962 у 2002).

## Склад
До складу сільської ради входять:
| Населений пункт           | Населення, осіб (2002) | Населення, осіб (2010) |
| ------------------------- | ---------------------- | ---------------------- |
| Баткак, хутір             | 0                      | -                      |
| Бригада 8, хутір          | 10                     | 0                      |
| Броди, селище             | 488                    | 416                    |
| Взгор'є, селище           | 312                    | 199                    |
| Зелений Дол, селище       | 272                    | 191                    |
| Кожевников, хутір         | 11                     | 4                      |
| Краснооктябрський, селище | 816                    | 862                    |
| Мананников, хутір         | 15                     | 6                      |
| Саргул, хутір             | 4                      | 0                      |
| Токарі, хутір             | 19                     | 2                      |
| Федоровський, хутір       | 6                      | 4                      |
| Ягодний, хутір            | 9                      | -                      |